# Bahnhof Zafra

Der Bahnhof Zafra (spanisch Estación de Zafra) ist der Bahnhof der Stadt Zafra in Spanien. Er liegt südlich vor der Stadt. Zafra ist ein Eisenbahnknotenpunkt, von dem drei Eisenbahnlinien abzweigen. Die Einrichtungen bieten Dienstleistungen für den Personen- und Gütertransport.

## Geschichte
Im 1879 erreichte die Eisenbahn Zafra mit der Einweihung des ersten Abschnitts der Strecke, die Extremadura und Andalusien verbinden sollte. Der Bau stieß auf Probleme, die teilweise auf das schwierige Gelände der Sierra Morena zurückzuführen waren. Die Bahnstrecke Mérida–Los Rosales wurde 1885 von die Compañía de los Ferrocarriles de Madrid a Zaragoza y Alicante fertiggestellt, nachdem sie die Konzessionsrechte erworben hatte.
Im 1889 wurde die Bahnstrecke Zafra–Huelva in Betrieb genommen. Damit wurde Zafra zu einem Eisenbahnknotenpunkt. Im 1936 wurde eine dritte Strecke in Betrieb genommen: die Bahnstrecke Zafra–Jerez de los Caballeros. Ursprünglich war geplant, dass diese Strecke bis nach Portugal reichen sollte, doch dieser Plan wurde nie verwirklicht. Im 1941 wurde der Bahnhof nach der Verstaatlichung der iberischen Spurweite-Netz in RENFE integriert.
Nach der Aufspaltung der RENFE übernahm 2005 Administrador de Infraestructuras Ferroviarias die Infrastruktur.